# Beata Poźniak
Beata Poźniak (ur. 30 kwietnia 1960 w Gdańsku) – polska aktorka, reżyser filmowa i teatralna, producentka filmowa, malarka i poetka.
Jest pierwszą nieanglojęzyczna aktorką, która nagrała w języku angielskim audiobook w USA. Zdobyła prestiżowe nagrody amerykańskie za głos: Earphones Awards, Audies i Voice Arts Awards. Wyróżniona przez Washington Post za najlepszy audiobook roku – „Best Audiobook of the Year”. Poźniak jest pierwszą i jedyną aktorka w historii 30-letniego istnienia popularnej gry Mortal Kombat (gdzie gra u boku Arnolda Schwarzeneggera i Sylvestra Stallone’a), która zdobyła Voice Arts Award w kategorii „Outstanding Video Game Character, Best Voiceover” (2020).
W Polsce jako aktorka Poźniak zadebiutowała jako Todzia w serialu “Życie Kamila Kuranta”, a w USA jako filmowa żona Gary’ego Oldmana w kontrowersyjnym filmie JFK Olivera Stone’a, który zdobył osiem nominacji do Oskara. All These Voices, gdzie napisano dla niej rolę “Beaty”, zdobył studenckiego Oskara, która była przyznana przez prestiżową Akademie Filmowa w Hollywood.
Poźniak jest koproducentką filmu dokumentalnego An Unknown Country, który otrzymał nominację do nagrody EMMY. Jako działaczka na rzecz kobiet przeszła do historii Stanów Zjednoczonych, gdzyż zainicjowała ustawę (H.J. 316) wprowadzającą Dzień Kobiet w USA. Działa charytatywnie – jej obrazy licytowane są na aukcjach, a dochody z nich przeznaczane na cele zdrowotne i medyczne.

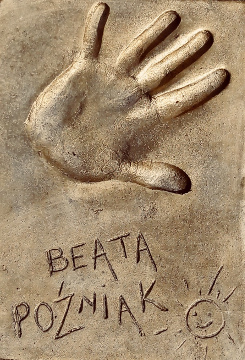
Odcisk dłoni i podpis Beaty Poźniak w Alei Gwiazd w Międzyzdrojach

## Życiorys
Urodziła się w Gdańsku w rodzinie lekarskiej. Pochodzi z Wileńszczyzny. Jej matka urodziła się w Wilnie, gdzie babcia i dziadkowie (rodzina Jurewiczow) również się wychowali. W Gdańsku skończyła szkołę średnią, a następnie studiowała w łódzkiej PWSFTViT (Państwowa Wyższa Szkoła Filmowa, Telewizyjna i Teatralna im. Leona Schillera w Łodzi), do której dostała się z pierwszą lokatą.
Na trzecim roku studiów zadebiutowała w Teatrze Wybrzeże w Gdańsku w roli Justyny w Vatzlavie Mrożka u boku Jerzego Kiszkisa. Jeszcze jako studentka – na 40-lecie pracy scenicznej Tadeusza Gwiazdowskiego – została zaproszona do zagrania jego córki, Helenki w Panu Damazym Józefa Blizińskiego, wyreżyserowanym przez Jerzego Afanasjewa. Po studiach zaangażowała się do Teatru Współczesnego w Warszawie, gdzie zadebiutowała w sztuce Alana Ayckbourna pt. Jak się kochają partnerując Wiesławowi Michnikowskiemu, Czesławowi Wołłejce, Zofii Kucównie i Krzysztofowi Kowalewskiemu. W musicalu Agnieszki Osieckiej Niech no tylko zakwitną jabłonie zagrała Cnotliwą Zuzannę, matkę i jednocześnie jej córkę – Kasię Traktorzystkę.
W telewizji zadebiutowała na drugim roku PWSFTViT jako Teodozja w serialu Życie Kamila Kuranta z Krzysztofem Pieczyńskim, w reżyserii Grzegorza Warchoła. Kręcenie serialu przerwał stan wojenny (1981). W 1983 roku zagrała dziewczynę, która usiłując łamać stereotypy chce zostać kapitanem Żeglugi Wielkiej w Szczęśliwym brzegu z Jerzym Bińczyckim jako kapitanem oraz Stanisławą Celińską i Wojciechem Pokorą. W musicalu Rozrywka po staropolsku – programie telewizyjnym w reżyserii Wojciecha Pokory, zagrała słodką zakochaną panienkę.
Śpiewała poezje Gałczyńskiego z Michałem Bajorem do muzyki Marka Grechuty i Władysława Szpilmana w programie reżyserowanym przez Barbarę Borys-Damięcką – Deszcz. W r. 1985 wyjechała do Stanów Zjednoczonych. Przed samym wyjazdem zagrała jeszcze, jednocześnie, w filmie Kronika wypadków miłosnych Andrzeja Wajdy i w spektaklu telewizyjnym Przedstawienie Hamleta we wsi Głucha Dolna jako Andzia, u boku Janusza Gajosa i Stanisławy Celińskiej. Inscenizacja ta została zaliczona do Złotej Setki Teatru TV.
W Stanach zadebiutowała w filmie nominowanym do Oskara, JFK Olivera Stone’a jako Marina Oswald – żona domniemanego zabójcy prezydenta Kennedy’ego – Lee Harveya Oswalda, którego zagrał Gary Oldman. Beata Poźniak znana jest z kreowania ról skomplikowanych i kontrowersyjnych, takich jak m.in.: rola rewolucjonistki w Kronikach młodego Indiany Jonesa, która usiłuje obalić rząd, czy też rola lekarki, w serialu Melrose Place, poślubiającej geja. Pamiętana jest także z roli podwójnej agentki, CIA i izraelskiego Mossadu, w serialu JAG Wojskowe Biuro Śledcze. Wystąpiła gościnnie w serialu komediowym Szaleję za tobą z Helen Hunt i Paulem Reiserem. Za rolę pierwszej kobiety – Prezydenta Świata w filmie Babilon 5, wytwórnia Warner Bros. wypromowała ją do nagrody Emmy (uznawanej za „telewizyjnego Oskara”).
Uczestniczka XXIX Międzynarodowego Festiwalu Poezji Maj nad Wilią 2022.

## Działalność społeczna i polityczna
Była prekursorką uchwalenia ustawy wprowadzającej uznanie w Stanach Zjednoczonych Dnia Kobiet jako oficjalnego święta. Jej inicjatywę poparła członkini Kongresu amerykańskiego Maxine Waters przedstawiając w 1994 roku projekt ustawy przed amerykańskim Kongresem i Senatem (nr ustawy: H.J. Res. 316). W 1997 roku została uhonorowana przez burmistrza Los Angeles Richarda J. Riordana.
Beata Poźniak założyła organizację pozarządową non-profit Women’s Day USA. Wsparło ją w tym wiele znanych osobistości ze świata politycznego, a także artystycznego z Hollywood. Wśród nich byli m.in.: muzyk Stevie Wonder, aktorka Diane Lane, pierwsza kobieta – premier Kanady Kim Campbell, adwokat Gloria Allred i wiele innych.

## Sztuki plastyczne i multimedialne
Obrazy i rzeźby Beaty Poźniak znajdują się w kolekcji Cedar Sinai Art Council w Hollywood. Pokazano jej twórczość w Palm Springs Art Museum, Bergamot Station, Morpheus Gallery oraz w Raleigh Studios. Filmy multimedialne jak Mnemosyne czy Ludzie na moście są eksperymentalne.

## Poezja
Wyróżniona jako "Best Poet of the Month" przez The Seventh Quarry Press w Swansea. Publikowała w antologiach w Kenii, Nepalu i USA. Jej wiersze były tłumaczone na język koreański oraz ormiański. "PoezJA dyskordia" to debiut poetycki w Polsce, wydane przez wydawnictwo Austeria w Krakowie. Swoje wiersze i obrazy wykorzystuje do filmów eksperymentalnych wielokrotnie nagrodzonych. 

## Wyróżnienia i nagrody
- Nagrody Independent Spirit Awards. Reprezentowała kategorię „Najlepszy film zagraniczny” (1992) Była prezenterką wraz z Bradem Pittem, Johnny Deppem, Sofią Coppola, Anthony Hopkinsem i Jodie Foster[23].
- Uhonorowana przez burmistrza Los Angeles Richarda J. Riordana za działalność na rzecz praw kobiet w (1997)[24].
- Zasiada w Jury Amerykańskiej Akademii Sztuki i Wiedzy Filmowej (Academy of Motion Picture Arts and Sciences) w Los Angeles rozdającej rokrocznie nagrodę Emmy (lata: 1996, 1997, 1998, 2005, 2012, 2018).
- Nagroda „Croatian Heart Award”, wraz z Michaelem Yorkiem i Johnym Savage, za film Freedom From Despair[25][26][niewiarygodne źródło?] (2005)
- Wyróżnienie przez „Washington Post” jako lektorka Najlepszego Audiobooka Roku 2015[27]. Poźniak jest nie tylko pierwszą Polką, ale pierwszą nieanglojęzyczną aktorką, która nagrała audiobooka w języku angielskim w USA, dla największego wydawnictwa na świecie Random House[28].
- Oskar Studencki, przyznawany przez Akademię Filmową w Hollywood[29] za film amerykański, eksperymentalny All These Voices, w którym zagrała aktorkę, która przetrwała pobyt w obozie koncentracyjnym w Oświęcimiu[30].
- Bohaterka książki Jasona Normana o rzemiośle aktorskim w USA „Before the Camera Rolled”. Jedną z bohaterek jest Beata Poźniak, która została zapamiętana z zagrania roli Mariny Oswald, żony domniemanego zabójcy prezydenta Kennedy’ego[31].
- Na festiwalu filmowym w Gdyni była prezenterką z reżyserem Pawłem Pawlikowskim reprezentując kategorię: Najlepsza Reżyseria[32] (2017).
- Odcisnęła dłoń podczas 22. Festiwalu Gwiazd w Międzyzdrojach na Promenadzie Gwiazd (2017)
- Nagroda „Człowiek Sukcesu” – za całokształt pracy – przyznawany przez magazyn „Osobowości i sukces” (2018)
- Nagroda Emmy, Nominacja dla filmu dokumentalnego An Unknown Country, którego jest koproducentką (2018)
- Nagroda Pracy Organicznej im. Marii Konopnickiej „za wybitne osiągnięcia w sztuce i za obronę praw kobiet na całym świecie” przyznano w GRAMMY LA Live w USA (2019)
- Nagroda IANICIUS im. Klemensa Janickiego „za wybitne osiągnięcia aktorskie i literackie” (2019)
- Nagroda – The Earphones Award Winner – najlepszy lektor za audiobooka „Drive Your Plow Over the Bones of the Dead” Olgi Tokarczuk. Tlum. Antonia Lloyd-Jones – Wydawnictwo Penguin Random House (2019)[33]
- Nagroda – The Earphones Award Winner – najlepszy lektor za audiobooka „The Light in Hidden Places” Sharon Cameron, „#1 New York Times bestselling autor” wydawnictwo: Scholastic (2020)
- Nagroda – Voice Arts Award Winner – Outstanding Video Game Character – Best Voiceover za głos Skarlet w „Mortal Kombat 11" • Warner Bros. Games • NetherRealm Studio (2020)[34]
- Brązowy Medal „Zasłużony Kulturze Gloria Artis” (2023)[35][36].

## Filmografia
Filmy (jako aktorka)
- 1979: Blaszany bębenek (Die Blechtrommel)
- 1980: Pierścień w świńskim ryju (etiuda szkolna)
- 1980: Tango ptaka, jako Karolinka, kelnerka
- 1981: Człowiek z żelaza (niewymieniona w czołówce)
- 1981: Kłamczucha, jako Ola, uczennica (niewymieniona w czołówce)
- 1983: Stan wewnętrzny, jako kobieta w czerni
- 1983: Szczęśliwy brzeg, jako Pola
- 1984: Deszcz (musical)
- 1984: Umarłem, aby żyć, jako pielęgniarka
- 1984: Królowa śniegu, jako księżniczka
- 1985: Kronika wypadków miłosnych, jako Zosia
- 1985: Rozrywka po staropolsku (musical)
- 1985: Przedstawienie Hamleta we wsi Głucha Dolna, jako Ofelia (Złota Setka Teatru Telewizji)
- 1987: Życie w obrazach (Vie en images), jako Alice Eber
- 1989: White in Bad Light, jako narrator (głos)
- 1991: Ferdydurke (30 Door Key), jako Flora Gente
- 1991: JFK, jako Marina Oswald
- 1992: At Night the Sun Shines, jako Annabelle
- 1993: Ramona!, jako pacjentka doktor Mesmers, Amanda Peoples
- 1994: Łzy z nieba (Heaven’s Tears, Love and War), jako Ingrid Steiner
- 1995: Matczyny dar (A Mother’s Gift), jako Kristine Reinmuller
- 1997: Balkan Island: The Last Story of the Century, jako Marylin
- 1998: Women’s Day: Making of a Bill
- 1999: Śmiertelna rozgrywka (Enemy Action), jako Fatima
- 1999: How to Get Laid at the End of the World, jako Beata
- 2001: Mixed Signals, jako Erica Chamberlain
- 2002: Mnemosyne, jako Mnemosyne
- 2004: Wolność z desperacji (Freedom From Despair), jako narrator (głos)
- 2006: Cyxork 7, jako Jacy Anderson
- 2006: Miriam, jako Margritas
- 2009: On Profiles in Courage
- 2010: Żona Oficera (The Officer’s Wife), jako Cecylia, żona oficera (głos)
- 2014: People on the Bridge, jako poetka Szymborska
- 2015: All These Voices, jako Beata
- 2018: Scenes in a Mind, jako Katrina
- 2019: Obywatel Jones, jako Rhea Clyman

Seriale telewizyjne (jako aktorka)
- 1981: Białe tango, jako dziewczyna na przyjęciu
- 1982: Życie Kamila Kuranta, jako Teodozja
- 1993: Szaleję za tobą (Mad About You), jako Masha
- 1993: Melrose Place, jako dr Katya Petrova-Fielding
- 1993: Dzikie palmy (Wild Palms), jako Tambor
- 1993: Kroniki młodego Indiany Jonesa (The Young Indiana Jones Chronicles), jako Irene
- 1997: Baza Pensacola (Pensacola: Wings of Gold), jako Eva Terenko
- 1997: Babylon 5, jako prezydent Susanna Luchenko
- 1997: Mroczne niebo (Dark Skies), jako Ludmiła
- 1997: JAG – Wojskowe Biuro Śledcze (JAG), jako Malka
- 2000: Klasa na obcasach, jako Betty, nauczycielka angielskiego
- 2001: Sprawy rodzinne (Family Law), jako Mary Kobish
- 2002: The Drew Carey Show, jako Raisa
- 2002: Wbrew regułom (Philly), jako Thomas Jury Forewoman (niewymieniona w czołówce)
- 2003: Dowody zbrodni (Cold Case), jako Tammy (niewymieniona w czołówce)
- 2005–2007: Złotopolscy, jako Helena Ziomek, przyjaciółka Agaty
- 2010: Ojciec Mateusz, jako Ewa Pol, gwiazda z Hollywood

Scenarzystka
- 2001: Roots
- 2002: Mnemosyne
- 2014: Ludzie na moście aka People on the Bridge
- 2021:  Kremacja czasu aka Cremation of Time

Reżyserka filmowa
- 1998: Women’s Day: Making of a Bill
- 2001: Roots
- 2002: Mnemosyne
- 2009: On Profiles in Courage
- 2013: An Interview with Lech Wałęsa
- 2014: Ludzie na moście aka People on the Bridge
- 2021:  Libreto para el desierto
- 2021:  Kremacja czasu aka Cremation of Time (nagrody za Najlepsza Reżyserię: Indie, Milan, Istanbul, Hollywood)
- 2022:  Bride of the Desert (nagroda Marszalka Urzędu Pomorskiego za Najlepszy Film)

Producent filmowy
- 1998: Women’s Day: Making of a Bill
- 2001: Roots
- 2002: Mnemosyne
- 2009: On Profiles in Courage
- 2014: People on the Bridge
- 2015: An Unknown Country
- 2021:  Libreto para el desierto
- 2021:  Kremacja czasu aka Cremation of Time
- 2022:  Bride of the Desert

Gry komputerowe
- 1994: Psychic Detective, jako Laina Pozok
- 2019: Mortal Kombat 11, jako Skarlet (głos)[37] Nominacja: Voice Arts Award – Outstanding Video Game Character – Najlepszy głos
- 2020:   Mortal Kombat 11: Ultimate, jako Skarlet.  Nagroda – Voice Arts Award Winner – kategoria: Outstanding Video Game Character – Najlepszy głos
- 2020:   Mortal Kombat 11: Aftermath, jako Skarlet
- 2022:  Mortal Kombat: Onslaught, jako Skarlet
- 2025:  Avowed

## Spektakle teatralne
Aktorka
- 1982: Vatzlav, Sławomir Mrożek, Teatr Wybrzeże w Gdańsku, jako Justyna
- 1982: Niemcy, Leon Kruczkowski, Teatr Wybrzeże w Gdańsku
- 1983: Jak się kochają (How the Other Half Loves), Alan Ayckbourn, Teatr Współczesny w Warszawie, jako Mary Featherstone
- 1983: Pan Damazy, Józef Franciszek Bliziński, Teatr Wybrzeże w Gdańsku, reż. Jerzy Afanasjew, jako Helena
- 1984: Pastorałka, Leon Schiller, Teatr Współczesny w Warszawie
- 1984: Sen nocy letniej, William Shakespeare, Teatr Współczesny w Warszawie
- 1984: Niech no tylko zakwitną jabłonie, Agnieszka Osiecka, Teatr Współczesny w Warszawie, jako Suzanna i jako jej córka Kasia
- 1988: Szewcy, Stanisław Ignacy Witkiewicz, Odyssey Theatre w Los Angeles, reż. Kazimierz Braun, jako księżna
- 1989: Voices From the Cauldron, Bruchion Theatre w Los Angeles
- 1990: A Fire Was Burning, Los Angeles, jako Lucinda

Reżyserka teatralna
- 1989: Poetry Discordia, Theatre Discordia w Los Angeles
- 1990: Return Of Umbilicus, Theatre-Theater w Los Angeles
- 1990: Poeticus Umbilicus, Heliotrope Theatre w Los Angeles
- 1991: Immigration and the American Experience, Raleigh Studios w Los Angeles
- 1992: We & They, Gallery Theatre w Los Angeles
- 1992: Changing Flags, Raleigh Studios w Los Angeles
- 1996: Meat, Bing Theatre w Los Angeles

## Książki mówione
- 2012: „The Winter Palace: A Novel of Catherine the Great”, powieść o Katarzynie Wielkiej dla wydawnictwa Random House
- 2014: „Empress of the Night: A Novel of Catherine the Great”, powieść o Katarzynie Wielkiej dla wydawnictwa [[Random

House]]
- 2015: „The Tsar of Love and Techno” – Wydawnictwo Penguin Random House (wyróżnienie przez The Washington Post

jako Najlepszy Audiobook roku)
- 2016: „Illuminae” – Nagroda – Audie Award (Oskar dla audiobooków)
- 2019: „Libretto for the Desert: Poems Dedicated to the Victims of Genocide and War” Blackstone Publishing
- 2019: „Drive Your Plow Over the Bones of the Dead” Olga Tokarczuk Wydawnictwo Penguin Random House Nagroda: Earphones Award za najlepszą narrację[38]
- 2020: „Droga do nieba” Wydawnictwo Blackstone Audio
- 2021: „A Wolf for a Spell" Wydawnictwo Penguin Random House
- 2020: „The Light in Hidden Places” Sharon Cameron. Wydawnictwo: Scholastic - Nagroda: Earphones Award za najlepszą narrację[38]
- 2021: „Chwile zamyślenia" wiersze rodzinne o Sanie, Sanoku i Mrzygłodzie. Dystrybucja: Blackstone Publishing
- 2021: „Libretto dla pustyni" (język polski) Dystrybucja: Blackstone Publishing
- 2021: „The Yellow Wallpaper" Charlotte Perkins Gilman Dystrybucja: Blackstone Audio
- 2021: „Bending Toward the Sun" A Mother and Daughter Memoir
- 2021: „Libreto Para El Desierto - Poesia Dedicada a Las Víctimas De La Guerra Y El Genocidio" (język hiszpański)
- 2023: „Adopting an Abandoned Farm" Kate Sanborn - nominacja Voice Arts Award
- 2024: "Maybe This Time" Cara Bastone, romantyczna komedia (język angielski)
- 2025: "Pieśni z lat młodych - Lwów 1883 rok" - sędzia, poeta: January Poźniak (język polski)